# The Girls of Gottenberg
The Girls of Gottenberg est une comédie musicale en deux actes créée en 1907 par George Grossmith Jr. et L. E. Berman, Adrian Ross et Basil Hood pour les paroles et Ivan Caryll et Lionel Monckton pour la musique.

## Histoire

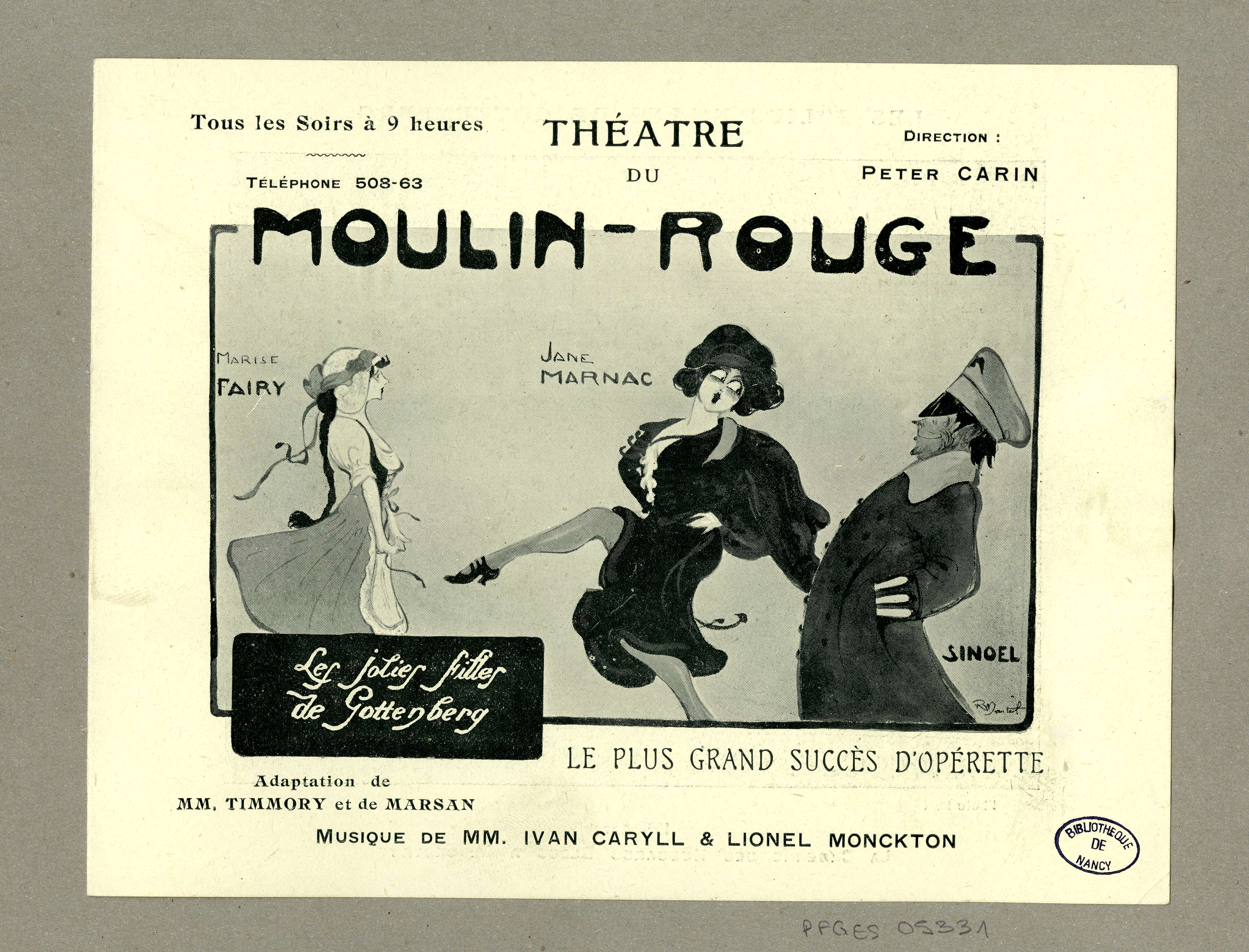
Adaptation française.

La première de la comédie musicale a lieu au théâtre de la Gaîté de Londres le 15 mai 1907, dirigé par George Edwardes ; 303 représentations auront lieu. Spectacle populaire dans le Londres de 1907, il est néanmoins en concurrence avec Die lustige Witwe et Miss Hook of Holland.
Elle est ensuite présentée à Broadway (New York) au théâtre Knickerbocker le 2 septembre 1908 puis en Australie. Une des chansons les plus connues de la comédie musicale est Berlin est sur la Spree.
La pièce a été montée au Moulin-Rouge en 1912 sous le titre Les Jolies Filles de Gottenberg.

## Synopsis
The Girls of Gottenberg est inspiré d'un incident arrivé à Köpenick, dans la banlieue de Berlin connu sous le nom de « prise de Köpenick », lorsqu'un tailleur de pierre déguisé en officier prussien a pris possession de l'hôtel de ville.

## Numéros
Acte I - Scène 1 - La caserne, Gottenberg.
- N°1 - Chœur d'ouverture de soldats - « Ein ! zwei ! drei ! Ein ! zwei ! drei ! ... »
- N°2 - Musique - et chœur de Fritz avec des hommes - « Of all the girls there is but one, no other can compare with her... »
- N°3 - Trio & danse - Otto, Hermann & Karl - « I hope your man is up to the plan, it needs a cheek infernal... »

Acte I - Scène 2 - La place du marché, Gottenberg.
- N°4 - Chœur d'ouverture de filles de la ville avec des étudiants - « Oh, Market Day is merry, when lads a-courting go... »
- N°5 - Chanson - Minna & chœur - « A lot of funny folks one sees at Ladies' Universities... »
- N°6 - Chœur - « What is it, who is it coming so fast ? Is it the Emperor's envoy at last ? ... »
- N°7 - Chanson - Max & Chorus - « I'm the Confidential Agent of the Kaiser... »
- N°8 - Chanson - Mitzi - « When I was ever so young, my father he said, 'Look here, you're a likely lass for serving a glass... »
- N°9 - Chanson - Otto & chœur - « My dear mother said to me at the early age of three... »
- N°10 - Chanson - Mitzi - « There's a little Hotel that I know very well on the banks of the beautiful Rhine... »
- N°11 - Chanson - Elsa - « When I was a Mädchen wee, gentlemen I oft would see turning round to look at me... »
- N°12 - Fin de l'acte I - « How splendid ! We've ended our time of loneliness ! ... »

Acte II - Les jardins de La poule rousse, le long de la rivière, près de Gottenberg.
- N°13 - Chœur d'ouverture, avec solo - Kannenbier - « Jup, jup, jup, Tra la la la la... »
- N°14 - Chanson - Mitzi & chœur - « I've heard in a wonderful legend of old that down in the Rhine is a treasure of gold... »
- N°15 - Duo - Clementine & Max - « The birds in Spring-time are pairing; the dog-rose up on the bark... »
- N°16 - Trio - Mitzi, Max & Otto - « When you go over to London, as lots of Germans do... »
- N°17 - Danse - Albrecht & Kathie
- N°18 - Chanson - Elsa - « On a night, a month since, at a dance I met with a man to woo me... »
- N°19 - Duo - Elsa & Otto - « Won't you come and two-step, little girl, with me ? ... »
- N°20 - Duo - Mitzi & Max - « Once in the window of a ham and beef shop two little sausages sat ! ... »
- N°21 - Chanson - Minna & chœur - « Ach ! vat a joysome day when soldiers come our way... »
- N°22 - Quintet - Minna, Freda, Katrina, Lucille, & Brittlbottl - « Officers' girls have lots of fun... »
- N°23 - Chanson - Mitzi & chœur - « There are places on the map that I never want to see, such as London (on the Thames)... »
- N°24 - Fin de l'acte II - "« Berlin is on the Spree, and that's the place we want to see... » (courte reprise du N°23)

Addenda.
- N°25 - Extra Song - Mitzi - « To hold my own with ladies high was always my ambition... »
- N°26 - Extra Song - Mitzi & chœur - « In Frankfurt town there lives a charming German gentleman... »
- N°27 - Extra Duet - Elsa & Otto, avec le chœur - « Maiden who brings the beer, won't you let me marry you, my dear ? ... »

## Casting original
- Otto (prince de Saxe-Hildesheim) - George Grossmith, Jr.
- Brittlbottl (sergent de hussards) - Robert Nainby
- Général Margrave de Saxe-Nierstein - Eustace Burnaby
- Officiers des hussards bleus :
  - Colonel Finkhausen - A. J. Evelyn
  - Fritz - T. C. Maxwell
  - Hermann - Harold Thorley
  - Franz - Somers Bellamy
  - Karl - George Grundy
- Albrecht (capitaine de dragons) - J. Robert Hale
- Burgomaster - George Miller
- Kannenbier (An Innkeeper) - Arthur Hatherton
- Adolf (Town Clerk) - Charles Brown
- Caporal Riethen - J. R. Sinclair
- Private Schmidt - S. Hansworth
- Private Max Moddelkopf -Edmund Payne
- Elsa (la fille du général) - May de Sousa
- Clementine (la fille du Burgomaster) - Violet Halls
- Lucille (Maid to Elsa) - Olive May
- Kathie - Kitty Mason
- Hana - Edith Lee
- Hilda - Kitty Lindley
- Minna (capitaine du collège) - Jean Aylwin
- Freda (chef des troupes d'Alémanie) - Olive Wade
- Anna (chef des troupes de Poméranie) - Mary Hobson
- Eva (chef des troupes de Saxe) - Gladys Cooper
- Lina (chef des troupes de Borussie) - Julia James
- Katrina (la seule fille de Rottenberg) - Kitty Hanson
- Barbara Briefmark (la fille du postier) - Enid Leonhardt
- Betty Brencastler (la fille du docteur) - Tessie Hackney
- Mitzi (la fille de l'aubergiste) - Gertie Millar

## Sources
- (en) Cet article est partiellement ou en totalité issu de l’article de Wikipédia en anglais intitulé « The Girls of Gottenberg » (voir la liste des auteurs).